# Omedeo Tasso
Pour les articles homonymes, voir Tasso (homonymie).
Omedeo Tasso, né au XIIIe siècle à Cornello dei Tasso et décédé le 16 juillet 1309 à Cornello dei Tasso, est le patriarche de la maison de Thurn und Taxis et l'organisateur de l'un des premiers services postaux modernes,.

## Biographie
Chez les Lombards comme chez les autres peuples barbares, le nom se résume à une désignation germanique unique et individuelle qui ne se transmet pas d'une génération à l'autre, mais les historiens font remonter la lignée qui s'était installée à Cornello dei Tasso dans la province de Bergame dans la vallée du Brembo en Lombardie jusqu'au VIe siècle à l'époque des invasions barbares et serait probablement à l'origine des chevaliers lombards qui se seraient établis sur le mont Tasso où ils ont bâti leur château fort puis ont pris le nom de leur fief comme patronyme.
La première mention du nom de famille Tasso remonte au XIIe siècle avec Reinerius Tasso cité en 1117,,.
En 1251, Omedeo Tasso créa un service postal d'abord réalisé à pied qui a été perfectionné par l'utilisation du cheval, des relais et des diligences. Autour de 1290, après que Milan eut conquis Bergame, le service postal créé par Omedeo Tasso (en italien : compagnia dei corrieri) disposait de sa propre banque et reliait Milan avec Venise et Rome. Sa société était si efficace que les coureurs de poste sont connus sous le nom bergamaschi dans toute l'Italie et sa banque si influente et si fiable que le mot prêt sur gage se dit en italien Tasso lombard.
Omedeo Tasso meurt le 16 juillet 1309 dans son château fort à Cornello dei Tasso.

## Patronyme
La famille Tasso, originaire du hameau Cornello dei Tasso dans la province de Bergame dans la vallée du Brembo en Lombardie, remonterait jusqu'au VIe siècle à l'époque des invasions barbares et serait probablement à l'origine des chevaliers Lombards qui seraient établis en ce lieu où ils ont bâti leur château fort puis ont pris le nom de leur fief comme patronyme. Tasso signifie tantôt en italien le taisson (tassi au pluriel), tantôt le if (tassi en italien). Les paysages autour de Cornello accueillent aussi bien des ifs que des blaireaux, mais la famille Tasso retiendra le taisson dans ses armoiries.

## Héraldique

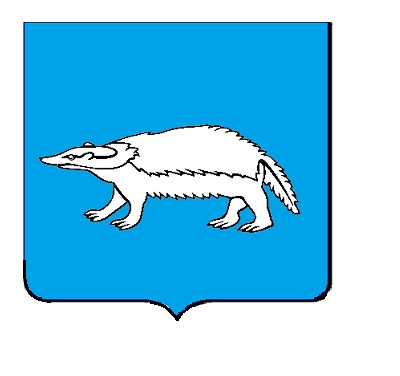
Blason de la famille Tasso

Le blason de la famille Tasso de Bergame se présente d'azur, au taisson d'argent. Le blaireau figurera toujours dans les armoiries familiales des Taxis.

## Postérité

### Descendance
- Ruggero de Tassis[17], nommé en 1443 conseiller d'État à la cour de Frédéric III[18] et en 1452, il devient grand veneur de l'Empereur[19].
- Bernardo Tasso
- Torquato Tasso dit Le Tasse[20]
- François de Taxis
- Jean Baptiste de Taxis
- Jean-Baptiste II de Taxis
- Juan de Tassis y Peralta[21], poète et comte espagnol
- Lamoral III de Tassis
- La dynastie Thurn und Taxis, branche allemande
- Jean Taxis, branche française

### Héritage
Sous l'appellation Omedio Tassis, Omedeo Tasso figure en bonne place dans le roman de Thomas Pynchon intitulé Vente à la criée du lot 49.